# Synarmostes tibialis
Synarmostes tibialis là một loài bọ cánh cứng trong họ Hybosoridae. Loài này được Klug miêu tả khoa học năm 1832.